# Cv Ipiranga (V-17)
A Cv Ipiranga (V-17) foi um navio tipo corveta da Marinha do Brasil.
A Corveta Ipiranga foi o quarto navio a ostentar esse nome na Marinha do Brasil, ao riacho histórico de São Paulo em cujas margens, simbolicamente, teria sido declarada a Independência do Brasil.

## História
As corvetas Classe Imperial Marinheiro foram idealizadas e mandadas construir pelo Almirante Renato de Almeida Guillobel, em sua gestão a frente do Ministério da Marinha. Foi construída pelo estaleiro C.C. Sheepsbower & Gashonder Bedriff Jonker & Stans, em Roterdã, Países Baixos. Teve sua quilha batida em 17 de outubro de 1953, foi lançada ao mar em 26 de junho de 1954 e foi incorporada em 6 de janeiro de 1955. Naquela ocasião, assumiu o comando, o capitão-de-corveta Ediguche Gomes Carneiro.
A (V-17) sofreu um acidente de navegação e afundou a 62 m de profundidade perto da ilha de Fernando de Noronha, tornando-se um dos mergulhos mais conhecidos da região e do Brasil. O batimento da quilha ocorreu em 17 de outubro de 1953. Foi incorporada à Armada Brasileira em 1955. Em 1983, naufragou, durante uma comissão em Fernando de Noronha. Seus destroços encontram-se numa profundidade de aproximadamente 62 metros.

## Ligações Externas
- Naufrágio do Brasil
- Foto da Corveta (Serviço de Relações Públicas da Marinha)